# Renzo Piano
Renzo Piano (n. 14 septembrie 1937, Genova, Italia) este un arhitect italian.

## Biografie
Renzo Piano s-a născut în 1937 într-o familie de constructori. El a studiat și apoi a predat ore la Universitatea Tehnică din Milano (cea mai mare universitate tehnică din Italia).
A absolvit universitatea în anul 1964 și a început să lucreze cu structuri de categorii ușoare și adăposturi de bază. Din 1965 până în 1970 el a lucrat cu Louis Kahn și cu Z.S. Makowsky.
Apoi a mai lucrat împreună cu Richard Rogers din 1971 până în 1977, cel mai faimos proiect al lor realizat împreună cu arhitectul Italian Gianfranco Franchini fiind “Centrul Georges Pompidou” din Paris (1971).
De asemenea, a avut o colaborare îndelungată cu inginerul Peter Rice, cu care și-a împărțit practica între anii 1977 – 1981 (Atelierul Piano și Rice).
În 1981 Piano fondează Atelierul de Construcții Renzo Piano, care acum are 150 angajați și menține oficiile din Paris, Genova și New York City.
În 1994 Renzo Piano învinge în competiția internațională pentru lucrarea Auditorium din Roma, complex muzical multi-funcțional situat în nordul orașului, inaugurat în 2002.
În 1999, Piano a proiectat ceasul intitulat ”Jelly Piano (GZ159)” pentru colecția de vară a SWATCH. Designul ceasului este clar și mecanismele interioare au fost expuse la Centrul de design Georges Pompidou.
Pe 18 martie 2008, el a devenit cetățean de onoare al Sarajevo, Bosnia și Herzegovina.
Extinderea de artă lui Piano la Institutul de Artă din Chicago include 24500 m2 aripa cu 5600 m2 din spațiul galeriei numită Aripa Modernă, ce a fost deschisă la 16 mai 2009.
Aceasta include „covorul zburător”, o protecție solară ce planează deasupra acoperișului și un pod din oțel cu lungime de 190m ce conecteazăMillenium Park la o terasă, sculptură care duce într-un restaurant de la etajul trei al aripii.
Proiectele sale curente includ „The Shard” cel mai înalt zgârie-nori al Europei, ce a fost inaugurat la 6 iulie 2012, și „Centro de Arte Botin”. Fundația Botin, cea mai mare fundație în Spania, va investi în jur de 150 milioane de USD pentru construcția și programarea noului Centru Botin ce va devine o referință internațională în cultură și educație pentru dezvoltarea creativității prin artă.
În iunie 2020, alături de alți arhitecți, maeștri bucătari, laureați ai premiului Nobel pentru economie, manageri de organizații internaționale, acesta este semnatarul apelului în favoarea economiei mov („Pentru o renaștere culturală a economiei”) apărut în Corriere della Sera, El País și Le Monde.